# NXT TakeOver: San Antonio
NXT TakeOver: San Antonio was een professioneel worstelshow en WWE Network evenement dat georganiseerd werd door WWE voor hun NXT brand. Het was de 13e editie van NXT TakeOver en vond plaats op 28 januari 2017 in het Freeman Coliseum in San Antonio, Texas. Dit was een ondersteuningsevenement voor de 2017 Royal Rumble pay-per-view (PPV) evenement.

## Matches
| Nr. | Match                                                                                                | Winnaar(s)               | Opmerkingen                                                                | Bron  |
| --- | --- | ------------------------ | -------------------------------------------------------------------------- | ----- |
| 1N  | Ember Moon vs. Aliyah                                                                                | Ember Moon               | Een-op-een match. Vooraf opgenomen voor een toekomende aflevering van NXT. | [ 2 ] |
| 2N  | Tyler Bate vs. Oney Lorcan                                                                           | Tyler Bate               | Een-op-een match. Vooraf opgenomen voor een toekomende aflevering van NXT. | [ 2 ] |
| 3N  | No Way Jose vs. Elias Samson                                                                         | No Way Jose              | Een-op-een match. Vooraf opgenomen voor een toekomende aflevering van NXT. | [ 2 ] |
| 4   | Eric Young (met Alexander Wolfe & Killian Dain) vs. Tye Dillinger                                    | Eric Young               | Een-op-een match.                                                          | [ 2 ] |
| 5   | Roderick Strong vs. Andrade "Cien" Almas                                                             | Roderick Strong          | Een-op-een match.                                                          | [ 2 ] |
| 6   | The Authors of Pain (Akam & Rezar) (met Paul Ellering) vs. DIY (Johnny Gargano & Tommaso Ciampa) (c) | The Authors of Pain (nc) | Tag team match voor het NXT Tag Team Championship.                         | [ 2 ] |
| 7   | Asuka (c) vs. Billie Kay vs. Peyton Royce vs. Nikki Cross                                            | Asuka                    | Fatal 4-Way match voor het NXT Women's Championship.                       | [ 2 ] |
| 8   | Bobby Roode vs. Shinsuke Nakamura (c)                                                                | Bobby Roode (nc)         | Een-op-een match voor het NXT Championship.                                | [ 2 ] |